# KSR (fusée-sonde)
Pour les articles homonymes, voir KSR.
Pour missile anti-navire soviétique, voir KSR-2.

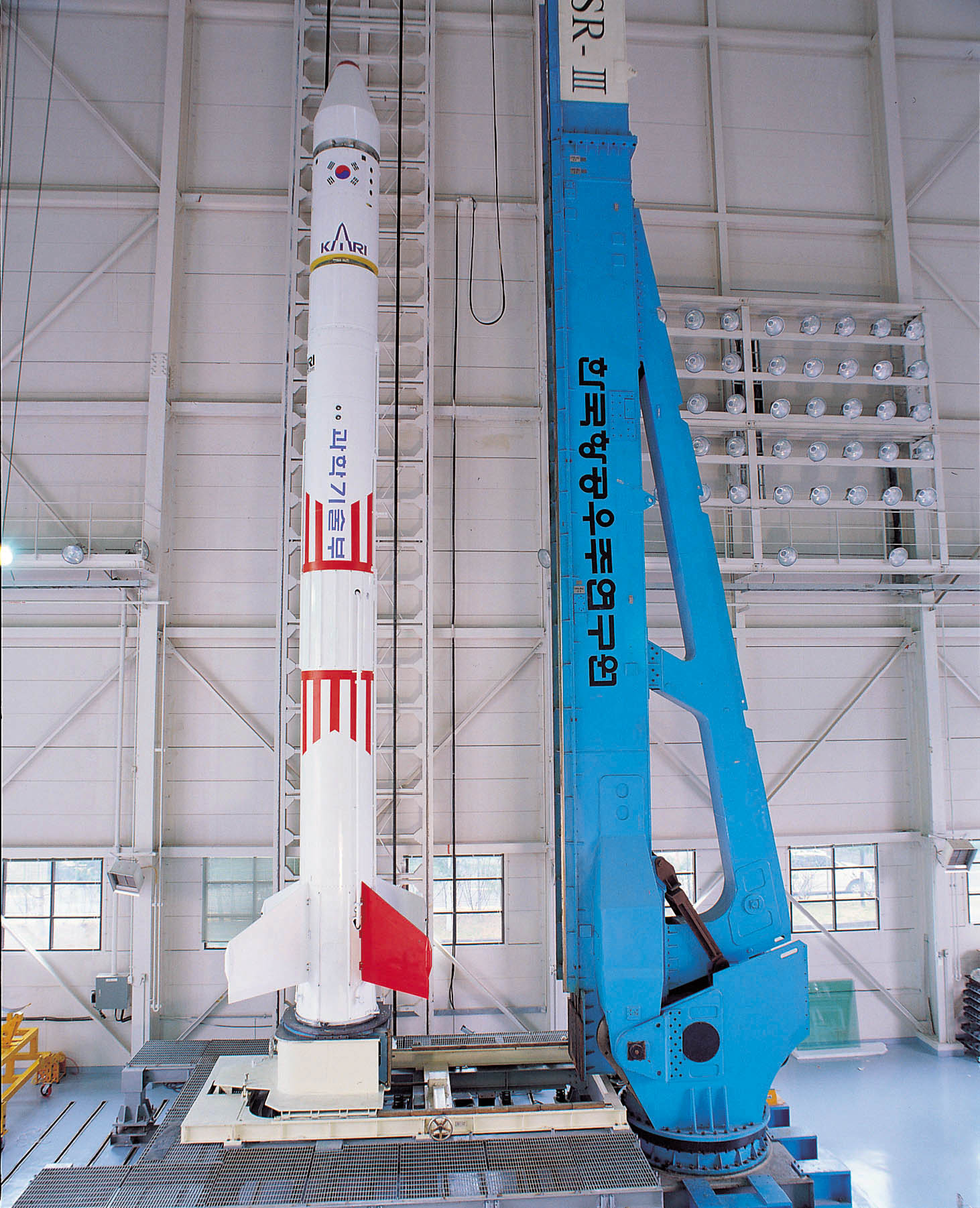
Fusée-sonde KSR-III.

KSR est une série de fusées-sondes sud-coréennes développées entre 1990 et 2005 par l'Institut coréen de recherche aérospatiale (KARI). Cinq exemplaires utilisant des moteurs à propergol solide puis à ergols liquides ont été mis au point et lancés. La fabrication de ces fusées-sondes a été arrêtée en 2005 à la suite de la décision d'utiliser la technologie russe pour développer le premier lanceur spatial sud-coréen.

## Contexte et historique
En 1999, le gouvernement sud-coréen fige un plan de développement de son programme spatial sur 15 ans qui doit être révisé tous les deux ans par le comité national des Sciences et des Technologies. Ce plan prévoit pour la période 1993-2002 le développement d'une famille de fusées-sondes. L'objectif est à la fois d'acquérir les compétences techniques nécessaires au développement d'un lanceur et de fournir aux scientifiques l'opportunité d'effectuer des expériences dans la haute atmosphère. Trois fusées-sondes de puissance et de complexité croissante sont développées. KSR-1, une fusée mono-étage non guidée à propergol solide de 1,3 tonne, vole à deux reprises en 1993 en atteignant une altitude de 75 kilomètres avec une charge utile de 150 kg. KSR-2, qui superpose deux étages KSR-1, permet d'atteindre une altitude de 160 kilomètres. La fusée-sonde vole à deux reprises en 1997 et 1998. La KSR-3, dont le développement est décidé en 1997, est la première fusée de la Corée du Sud utilisant un moteur-fusée à ergols liquides. Le moteur-fusée de la KSR-3 développe une poussée de 13 tonnes, brûle un mélange de kérosène et d'oxygène et est alimenté par pressurisation des réservoirs.
La Corée du Sud adhère en 2001 au Régime de contrôle de la technologie des missiles visant à limiter la prolifération des armes de destruction massive en contrôlant les transferts des missiles pouvant servir de vecteur pour ces armes. Son adhésion lui permet de négocier avec d'autres pays l'importation des technologies sensibles lui permettant de développer un lanceur national. En novembre 2002, elle lance pour la première fois sa fusée-sonde KSR-III. L'objectif est de disposer vers 2005 d'un lanceur opérationnel capable de placer de petits satellites en orbite. Celui-ci doit comporter trois étages développés à partir de KSR-III flanqués de deux propulseurs d'appoint également dérivés de la même fusée-sonde. Le troisième étage est à propergol solide et dérive de la fusée sonde KSR-I. Finalement cette approche est abandonnée au profit d'un nouveau projet baptisé KSLV-1 (futur Naro-1). Pour accélérer le développement de ce dernier, les responsables coréens décident d'avoir recours à l'assistance technique de la Russie pour développer cette fusée.

## Versions

### KSR-I

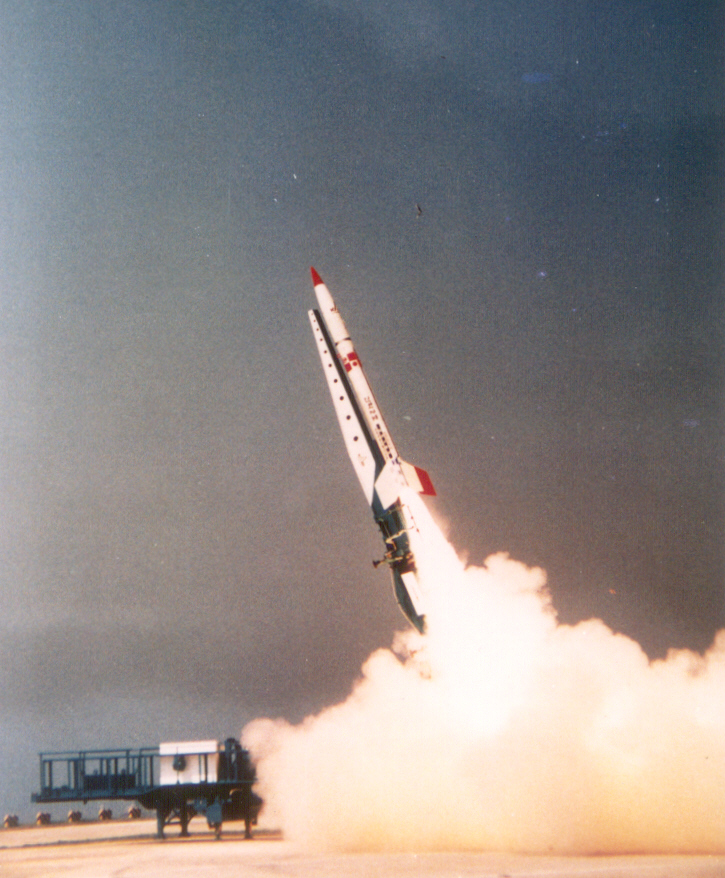
Lancement de la fusée KSR-1.

KSR-I est la première fusée-sonde développée par la Corée du Sud. Elle est haute de 4,7 mètres pour un diamètre de 42 centimètres. Sa masse est d'une tonne (100 kg sans le propergol). La propulsion est assurée par un moteur à propergol solide d'une poussée de 86,2 kiloNewtons qui fonctionne durant 25 secondes avec une impulsion spécifique de 220 secondes au niveau du sol. Cette fusée-sonde a été utilisée deux fois en 1993.

### KSR-II
KSR-II est une fusée haute de 11,04 mètres pour un diamètre de 42 centimètres. Sa masse est de deux tonnes (200 kg sans le propergol). Elle peut lancer une charge utile de 150 kilogrammes jusqu'à une altitude 160 kilomètres. Elle est constituée de deux étages identiques. Chaque étage est long de 4,7 mètres pour un diamètre 42 centimètres et a une masse de 1 tonne (100 kilogrammes à vide). La propulsion est assurée par un moteur à propergol solide d'une poussée de 86,2 kiloNewtons qui fonctionne durant 25 secondes avec une impulsion spécifique de 220 secondes au niveau du sol et de 250 secondes pour le deuxième étage. Cette fusée-sonde a été utilisée deux fois en 1997 et 1998.

### KSR-III
KSR-III est une fusée haute de 9,6 mètres pour un diamètre de 1 mètre. Sa masse est de 5 tonnes (700 kg sans les ergols). La propulsion est assurée par un moteur-fusée à ergols liquides de fabrication domestique brûlant un mélange de kérosène et d'oxygène liquide et alimenté par pressurisation des réservoirs. La poussée de ce moteur est de 122,5 kiloNewtons. Il fonctionne durant 95 secondes avec une impulsion spécifique de 240 secondes au niveau du sol. Cette fusée-sonde a été utilisée une seule fois en 2002.

## Historique des lancements
Tous les lancements ont lieu depuis le site de Anhueng.
| Date             | Modèle  | Apogée | Masse charge utile | Charge utile                                                                           | Remarque                   |
| ---------------- | ------- | ------ | ------------------ | -------------------------------------------------------------------------------------- | -------------------------- |
| 4 juin 1993      | KSR-I   | 39 km  |                    | Mesure de la distribution verticale de l'ozone en utilisant un radiomètre ultraviolet. |                            |
| 1 septembre 1993 | KSR-I   | 49 km  |                    | Mesure de la distribution verticale de l'ozone en utilisant un radiomètre ultraviolet. |                            |
| 9 juillet 1997   | KSR-II  | 150 km |                    | Mesure de la distribution verticale de l'ozone en utilisant un radiomètre ultraviolet. |                            |
| 11 juin 1998     | KSR-II  | 137 km |                    | Mesure de la distribution verticale de l'ozone en utilisant un radiomètre ultraviolet. |                            |
| 28 novembre 2002 | KSR-III | 43 km  |                    | Mission d'aéronomie                                                                    | vitesse maximale : 902 m/s |

## Galerie

Fusées-sondes KSR
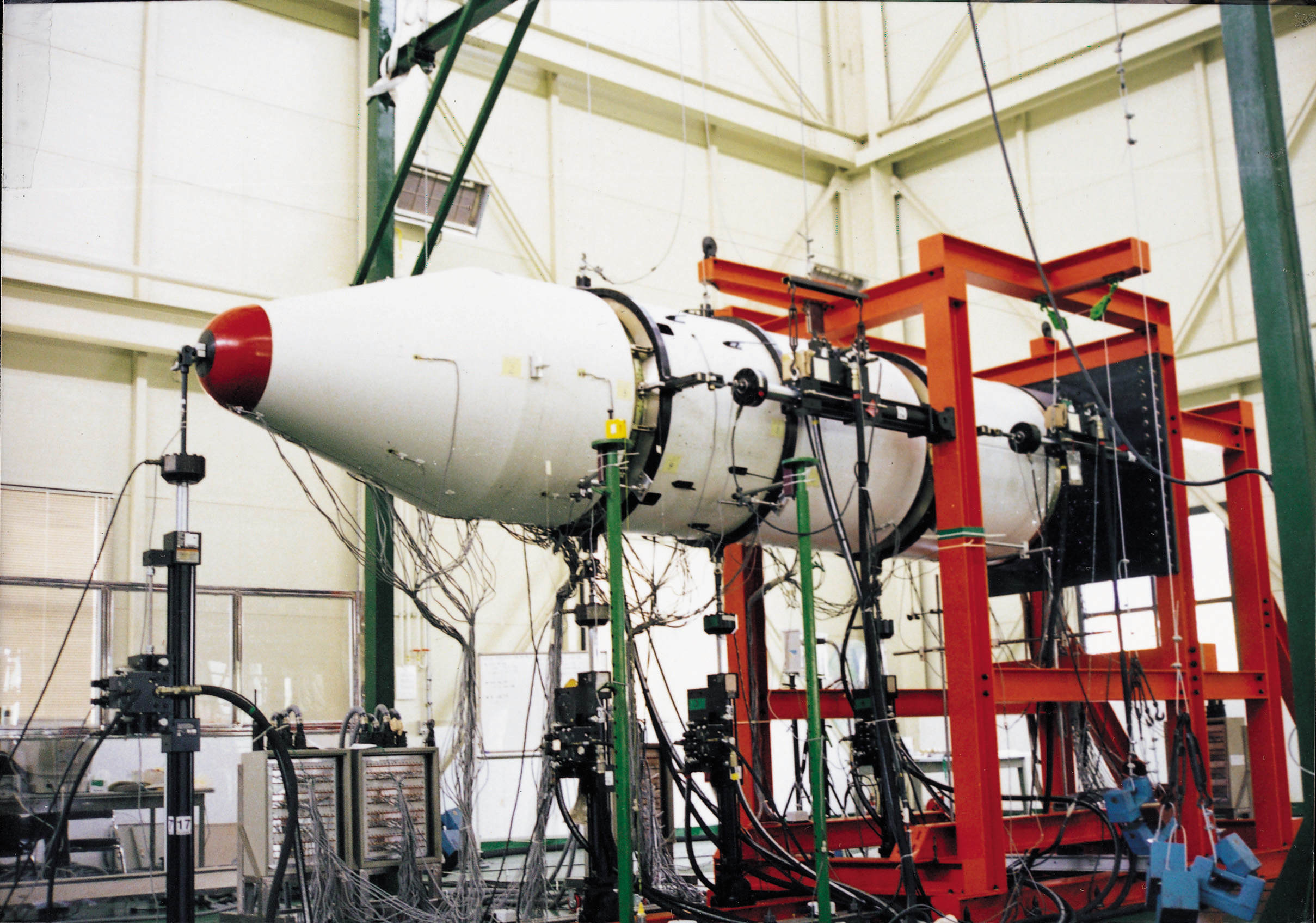
Partie supérieure de la fusée-sonde KSR-III.
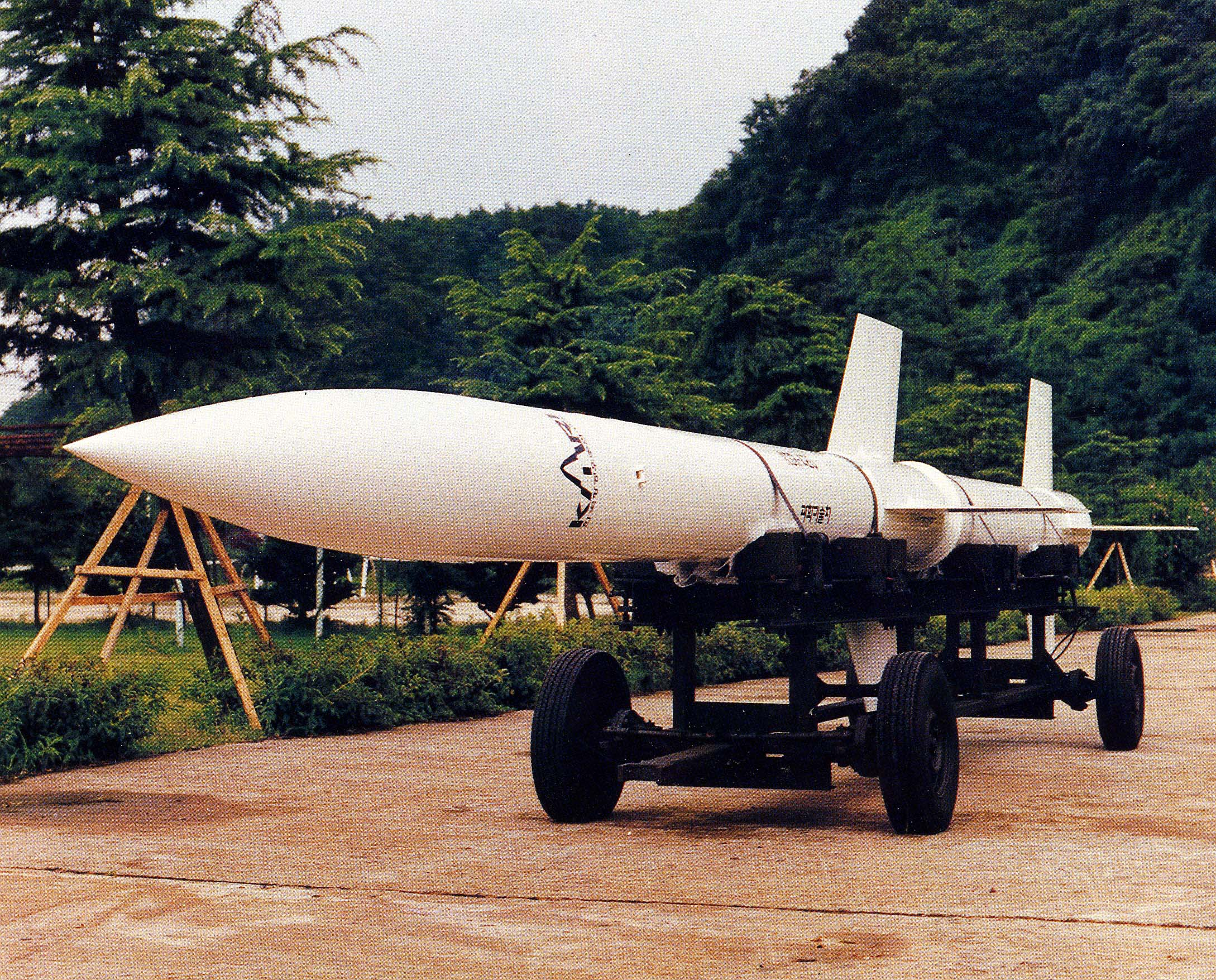
KSR-II.
- Vidéo des préparatifs de lancement et du lancement de la KSR-III.